# 彰化銀行站
24°08′23″N 120°40′57″E / 24.13972°N 120.68250°E
彰化銀行站位於臺灣臺中市中區的臺灣大道幹線公車站。2015年7月8日前，為台中BRT藍線曾計畫興建的車站。有臺中市公車300路、301路、302路、303路、304路、305路、306路、307路、308路、309路停靠本站。

## 車站歷史
- 2014年12月：預計動工月分。
- 2015年3月23日：台中市政府BRT體檢小組提出體檢報告，林佳龍市長最後裁定宣布BRT專用車道將在同年7月8日改為公車專用道，並同時宣布中止臺中市快捷巴士計畫，因此彰化銀行站確定停止興建。

## 車站概要
車站位於臺灣大道一段與自由路口，原預計2014年底動工；但2015年3月林佳龍帶領的新任臺中市政府決定中止台中BRT計畫，故彰化銀行站胎死腹中。
站體預設為一座地面車站，採東行單邊設站，設置2個出口，未設置專用車道，站體為重新設計過的白海豚造型車站，較正常版50公尺縮小成為30公尺，以降低對古蹟與周邊交通之衝擊。

## 車站週邊
- 彰化銀行營業部
- 自由路商圈
- 台中第一廣場
- 台中市電子街
- 繼光街商圈

## 公車轉乘資訊
- 彰化銀行（臺灣大道）：48、326
- 彰化銀行（自由路）：8、9、15、27、30、37、40、41、45、45延、70、82、101、107、108、132、142、163、201、323、325、901、901副
- 第一廣場：27、48、70、142、163、323、325、326、500
- 以上路線僅37路、48路、70路與326路為雙邊設站，其餘路線均為往臺中方向單邊設站

## 腳註
1. ↑  . 聯合報. 2014-09-01  [2014-09-06]. （原始内容存档于2014-09-06） （中文（臺灣））.
2. ↑  . 2014-09-02  [2014-09-06]. （原始内容存档于2019-05-22） （中文（臺灣））.